# Programmations des Eurockéennes de Belfort dans les années 2020
Cet article présente les programmations du festival des Eurockéennes de Belfort dans les années 2020.

## Années 2020

### Édition 2020
La 32e édition, initialement prévue du 2 au 4 juillet 2020, est annulée en raison de la pandémie de Covid-19,.
Étaient annoncés :
- jeudi 2 juillet : Burna Boy, DJ Snake, Foals, Heilung, The Murder Capital, Ultra Vomit, etc. ;
- vendredi 3 juillet : Black Pumas, Body Count feat. Ice-T, Massive Attack, Niska, The Lumineers, Vald, etc. ;
- samedi 4 juillet : Cage the Elephant, Last Train, Lomepal, Marc Rebillet, Simple Minds, Squid, Tropical Fuck Storm, etc. ;
- nuit du samedi 4 au dimanche 5 juillet, « soirée Eurotronik »[3] : Meute, Paul Kalkbrenner, Paula Temple, etc. ;
- dimanche 5 juillet : pas de concert programmé, mais un brunch au camping.

### Édition 2021
Elle était prévue du 1er au 4 juillet 2021 mais a été annulée à la suite de la crise sanitaire. De nombreux artistes programmés pour 2020 devaient venir en 2021. Étaient annoncés :
- jeudi 1er juillet : DJ Snake, Foals, Vald, Ultra Vomit, Heilung, Dionysos, Prime, Girl Band, The Murder Capital, Billx, Delgres, Squid, Working Men's Club, Fulu Miziki, etc. ;
- vendredi 2 juillet : Massive Attack, Diplo, Niska, The Lumineers, Black Pumas, Shame, Lous and the Yakuza, Larkin Poe, Boy Harsher, Magenta, Mokoomba, Kiff No Beat, Arka'n Asrafokor, Fokn Bois, Emilie Zoé, Alban Ivanov, etc. ;
- samedi 3 juillet : Simple Minds, HS (Hamza & Sch), Izïa, Marc Rebillet, Skip The Use, Last Train, Larry, Tropical Fuck Storm, Frustration, Nihiloxica, Christone "Kingfish" Ingram, Otoboke Beaver, Megative, etc. ;
- nuit du samedi 4 au dimanche 5 juillet, « soirée Eurotronik » : Meute, Paul Kalkbrenner, Paula Temple, Meduza, Jennifer Cardini, Sama Abdulhadi, Glitter, Camion Bazar, L'Homme Seul (Garçon Sauvage), Apm001, etc. ;
- dimanche 4 juillet : concert unique Muse

### Édition 2022
30 juin, 1er juillet, 2 juillet et 3 juillet 2022.
Les journées du jeudi 30 juin et vendredi 1er juillet ont été annulées à cause de dégâts importants dû à un violent coup de vent jeudi après-midi. Des structures ont été abîmés, des arbres arrachés, des dégâts sur les installations électriques, des spectateurs blessés. La journée de vendredi a été consacrée à la remise en état du site et aux vérifications de sécurités. Le samedi 2 juillet dans la journée, les festivaliers ont appris l'annulation du concert de Foals à la suite de problèmes d'ordre logistique.
| Jour                 | Grande scène                                                                 | Chapiteau Greenroom                                  | La plage                                                                                         | La loggia                                                                  |
| -------------------- | ---------------------------------------------------------------------------- | ---------------------------------------------------- | ------------------------------------------------------------------------------------------------ | -------------------------------------------------------------------------- |
| Jeudi 30 juin        | - Kaaris & Kalash Criminel - H.E.R. - Stromae - Bob Sinclar B2B Pedro Winter | - Girl in Red - Joy Crookes - Ziak - Feu! Chatterton | - Biga*Ranx & ses invités - Big Thief - Suicidal Tendencies - Perturbator                        | - Chef & The Gang - Pogo - Wet Leg - Squid - Otoboke Beaver                |
| Vendredi 1er juillet | - Clara Luciani - SCH - Nick Cave & The Bad Seeds - Diplo                    | - Arka'n Asrafokor - Black Pumas - Bicep Live        | - Zinée, Jade, Chilla, Uzi Freyja - Larkin Poe - Guy2Bezbar - Fever 333                          | - Emilie Zoé - Elow'n - Geese - Mokoomba - Amyl & The Sniffers             |
| Samedi 2 juillet     | - Last Train - Foals - Simple Minds - Paul Kalkbrenner                       | - Oboy - Christone Kingfish Ingram - Izïa - Meute    | - La Fève - Star Feminine Band - Tiakola - Marc Rebillet - APM 001 - Lilly Palmer - Paula Temple | - Wu-Lu (en) - Frustration - Ascendant Vierge - U.R. Trax - Paloma Colombe |
| Dimanche 3 juillet   | - Declan McKenna - Muse                                                      | —                                                    | —                                                                                                | —                                                                          |

### Édition 2023
Du 29 juin au 2 juillet 2023.
| Jour               | Grande scène                                  | Chapiteau Greenroom                                    | La plage | La loggia                                                              |
| ------------------ | --------------------------------------------- | ------------------------------------------------------ | --- | ---------------------------------------------------------------------- |
| Jeudi 29 juin      | - Niska - Phoenix - Shaka Ponk - Skrillex     | - Adé - Wet Leg - Sigur Rós - Shygirl                  | - Fatoumata Diawara - Jinjer - Biga*Ranx & Woman Hifi - Perturbator                                                                      | - The Haunted Youth - Kayawoto - Baby Volcano - PØGØ - Unblock Project |
| Vendredi 30 juin   | - Zola - Foals - Orelsan                      | - Horace Andy - Freddie Gibbs - Puscifer - Drague me   | - Yard Act (en) - Meryl - 070 Shake - Ntò (it)                                                                                           | - Joe Unknown - Sinaïve - Adrian Sherwood - Natoxie Shannon Shaydee's  |
| Samedi 1er juillet | - Ayron Jones (en) - Dinos - Lomepal - Gojira | - Larkin Poe - Jeanne Added - Pomme - Siouxsie - Kungs | - Saverio - Kids Return - Carlos Willengton (à 19h et 21h) - Mezerg - Lous and the Yakuza - Unknown T (en) - Vladimir Cauchemar - Shlømo | - Special Interest (en)                                                |
| Dimanche 2 juillet | - Chef & The Gang - Coach Party - Indochine   | —                                                      | — | —                                                                      |

### Édition 2024
Programmation : 
| Jour               | Grande scène                                               | Chapiteau Greenroom                                  | La plage | La loggia                                                                                 |
| ------------------ | ---------------------------------------------------------- | ---------------------------------------------------- | --- | ----------------------------------------------------------------------------------------- |
| Jeudi 4 juillet    | - Oumou Sangaré - Royal Blood - Bigflo & Oli - The Prodigy | - Julien Granel - Pretenders - Zaho de Sagazan       | - Eloi, Romy - Bon Entendeur                                                                                                | - Lambrini Girls - Pierre Hugues José - Nathalie Froehlich - Horskh                       |
| Vendredi 5 juillet | - Kaaris - Gazo - Lenny Kravitz - Dropkick Murphys         | - Yamé - Shay - Black Pumas - Blaiz Fayah            | - Dirty Deep - Girl and Girl (en) - Soirée La Darude avec Canelle Doublekick, Esteban Desigual, Die Klar, DJ Kwame, MC JO2$ | - Caesaria - Slift - Manson's Child - Lynks                                               |
| Samedi 6 juillet   | - Sprints (en) - SCH - Sum 41 - Purple Disco Machine       | - Bar Italia (en) - Flavien Berger - Heilung - Idles | - Albi X - Didi B - The Breeders - Apashe & Brass Orchestra - The Inspector Cluzo                                           | - Gel - Fat Dog - Neoperreo Fuego - DJ Pedrolito & DJ Bel'Oka - DJ Lizz - Tomasa Del Real |
| Dimanche 7 juillet | - Blondshell (en) - David Guetta                           | —                                                    | — | —                                                                                         |

### Édition 2025
Programmation : 
| Jour               | Grande scène                                 | Chapiteau Greenroom                                          | La plage                                               | La loggia                                                           |
| ------------------ | -------------------------------------------- | ------------------------------------------------------------ | ------------------------------------------------------ | ------------------------------------------------------------------- |
| Jeudi 3 juillet    | - The Raven Age - Iron Maiden                | —                                                            | - Avatar                                               | —                                                                   |
| Vendredi 4 juillet | - High Vis - Kalash - Ultra Vomit - DJ Snake | - Dead Poet Society - Mortimer - Parcels - Philippe Katerine | - MRCY - LANDMVRKS - Yodelice - Silmarils              | - Die Spitz - Totally Spie's - Holly G - Alta Rossa                 |
| Samedi 5 juillet   | - Keziah Jones - SDM - Clara Luciani - BICEP | - Aupinard - Tif - Last Train - La Femme                     | - Merveille - FCukers - Ofenbach - Acid Arab + Invités | - King Hannah - Sylvie Kreusch - Akira (no face) - Dynamite Shakers |
| Dimanche 6 juillet | - The Last Dinner Party - Damso - Justice    | - Les Serge - Lankum - Royel Otis                            | - Theodora - Uncle Waffles - I Hate Models - Kneecap   | - The Molotovs - Malik Djoudi - Crème solaire - Justice             |